# Ananta
Ananta je sanskrtki izraz, ki pomeni neskončen.
Ananta, ki je polbožansko kačje bitje je Kašjapov in Kadrujin sin ter Vasukijev in Manasin brat.
Ananta predstavlja utelešenje neskončnosti in večnosti. Kot vesolna kača nosi zemljo, oziroma jo obkroža. Višnuja, ki med posameznimi stvarenji počiva  na njem imenjijejo Šešašaji. Ob koncu Kalpe bruha ogenj, in ta uniči svet. 
Ananta je upodobljen s štirimi rokami in tisoč glavami. Njegova simbolna znamenja (atributi) so lotos, tolkač, polževa lupina in rezilo pluga (lemež).